# هيونداي نيشات للسيارات
هيونداي نيشات (بالأردوية: ہیونڈے نشاط)‏ هي شركة باكستانية لتصنيع السيارات ومشروع مشترك بين شركة هيونداي موتورز وشركة نيشات ميلز، ومقرها في فيصل أباد، باكستان.
هيونداي نيشات هي المُجمِّع والمصنع المعتمد لسيارات هيونداي في باكستان وبدأت الإنتاج من مصنعها في فيصل أباد في عام 2019.

## تاريخ
عادت شركة هيونداي إلى باكستان في عام 2017 من خلال الشراكة مع نيشات ميلز، وهي شركة تابعة لمجموعة نيشات. اعتادت هيونداي على تجميع السيارات في باكستان حتى عام 2004، عندما أفلس شريكها المحلي شركة ديوان فاروق للسيارات.
وقعت شركة هيونداي نيشات للسيارات اتفاقية استثمار مع وزارة الصناعة والإنتاج بموجب سياسة تطوير السيارات 2016-21. تهدف الحكومة إلى إحداث تغيير في سوق السيارات التي تهيمن عليها اليابان وتخفيف قبضة تويوتا وهوندا وسوزوكي، الذين يجمعون السيارات في باكستان مع شركاء محليين.

## مسابقة الصناعة
توجد شركات أخرى منافسة في السوق الباكستاني مثل شركة كيا لاكي موتورز وإم جي جي دبليو أوتوموبيل وشانجان للسيارات وكلها تطرح طرازات جديدة تحافظ على المنافسة حية مع شركة هيونداي. استجابةً للمنافسة، من المتوقع أن ترفع هيونداي باكستان الإنتاج بنسبة 100 بالمائة في الربع الأول من عام 2021.

## المنتجات المنافسة
أطلقت شركة هيونداي نيشات للسيارات إلنترا سيدان في مارس 2021. سوف تكون إلنترا منافسة قوية بين لتويوتا كورولا وهوندا سيفيك.
أطلقت هيونداي نيشات للسيارات أيضاً سيارة كروس اوفر متوسطة الحجم هيونداي سانتافي لتكون منافسة قوية لكيا سورينتو وتويوتا فورتشنر.

## منتجات

### مصنعة محليًا
- هيونداي إلنترا (سيدان)[13][14][15][16][17]
- هيونداي سوناتا (سيدان فاخرة)[14][15]
- هيونداي توسان (سيارة دفع رباعي مدمجة)[7][14][15][16]
- هيونداي Porter H-100 (مركبة تجارية خفيفة / شاحنة خفيفة)[14][15][16]

### الواردات
- هيونداي جراند ستاركس (شاحنة صغيرة)[18][15][16]
- هيونداي سانتا في (سيارة دفع رباعي متوسطة الحجم)[14][15][16]
- هيونداي أيونيك (سيارة مدمجة هجينة)[14][15][16]

### توقف
- هيونداي سانترو (سيارة المدينة)
- هيونداي شهزور (شاحنة خفيفة)

## روابط خارجية
- هيونداي-نيشات